# 鄂西战役
鄂西战役，是第二次国共内战中，中国人民解放军南下部队与国军发生的一场战役。
1949年10月8日，中国人民解放军分左、右两路向宋希濂部发起进攻。11月，宋希濂部西撤，19日，国军79军4个师被解放军左路军截住，经6日战斗被全歼。国军14兵团司令官钟彬被俘。